# 佩霍爾卡河

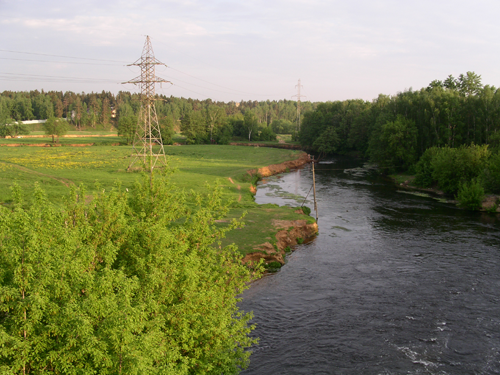
佩霍爾卡河

佩霍爾卡河是俄羅斯的河流，位於莫斯科州內，屬於莫斯科河的左支流，河道全長42公里，流域面積513平方公里，河畔城鎮有巴拉希哈和熱列茲諾多羅日內。
55°48′15″N 37°56′50″E / 55.80417°N 37.94722°E